# Silkeborg Provsti
Silkeborg Provsti er et provsti i Århus Stift. Provstiet ligger i Silkeborg Kommune.
Silkeborg Provsti består af 24 sogne med 28 kirker, fordelt på 14 pastorater.

## Pastorater
| Pastorater i Silkeborg Provsti | Pastorater i Silkeborg Provsti                          | Pastorater i Silkeborg Provsti |
| ------------------------------ | ------------------------------------------------------- | ------------------------------ |
| Alderslyst Pastorat            | Balle Pastorat                                          | Gjern-Skannerup Pastorat       |
| Gødvad Pastorat                | Kragelund-Funder-Serup-Lemming-Sejling-Sinding Pastorat | Linå Pastorat                  |
| Mariehøj Pastorat              | Sejs - Svejbæk Pastorat                                 | Silkeborg Pastorat             |
| Skorup-Tvilum Pastorat         | Svostrup-Voel-Dallerup Pastorat                         | Them Pastorat                  |
| Vinding-Bryrup-Vrads Pastorat  | Virklund Pastorat                                       |                                |

## Sogne
| Sogne i Silkeborg Provsti | Sogne i Silkeborg Provsti | Sogne i Silkeborg Provsti |
| ------------------------- | ------------------------- | ------------------------- |
| Alderslyst Sogn           | Balle Sogn                | Bryrup Sogn               |
| Dallerup Sogn             | Funder Sogn               | Gjern-Skannerup Sogn      |
| Gødvad Sogn               | Kragelund Sogn            | Lemming Sogn              |
| Linå Sogn                 | Mariehøj Sogn             | Sejling Sogn              |
| Sejs-Svejbæk Sogn         | Serup Sogn                | Silkeborg Sogn            |
| Sinding Sogn              | Skorup Sogn               | Svostrup Sogn             |
| Them Sogn                 | Tvilum Sogn               | Vinding Sogn              |
| Virklund Sogn             | Voel Sogn                 | Vrads Sogn                |